# Ulianópolis
Ulianópolis este un oraș în Pará (PA), Brazilia.